# Paul McHale

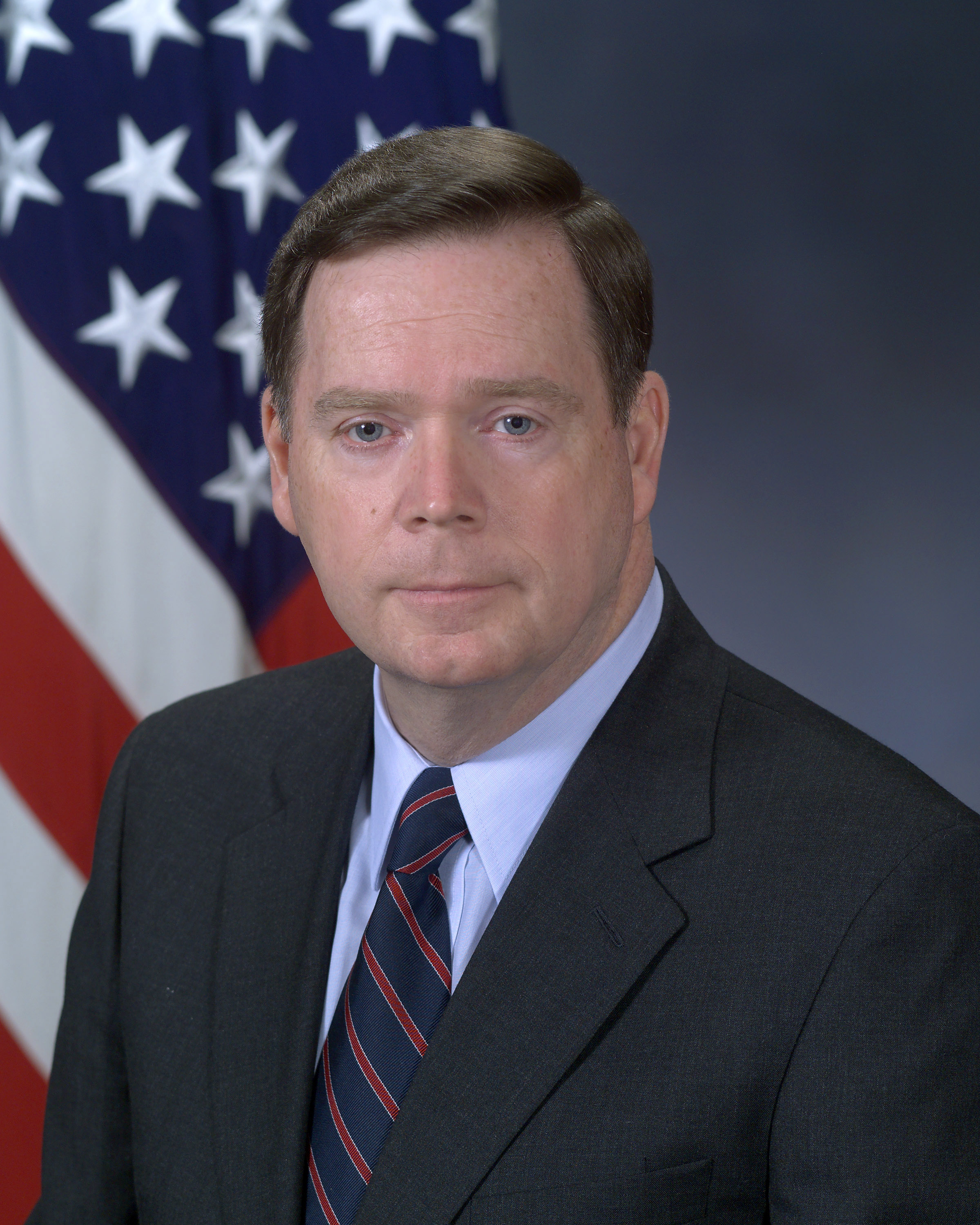
Paul McHale

Paul F. McHale Jr. (* 26. Juli 1950 in Bethlehem, Pennsylvania) ist ein US-amerikanischer Politiker. Zwischen 1993 und 1999 vertrat er den Bundesstaat Pennsylvania im US-Repräsentantenhaus.

## Werdegang
Paul McHale besuchte die heimatliche Liberty High School und studierte danach bis 1972 an der Lehigh University Jura. Danach setzte er bis 1977 sein Studium an der juristischen Fakultät der Georgetown University in Washington, D.C. fort. Zwischenzeitlich diente er in den Jahren 1972 bis 1974 im Marine Corps, dessen Reserve er bis 2007 angehörte. Dabei brachte er es bis zum Oberst. McHale nahm aktiv am Golfkrieg Anfang der 1990er Jahre teil. Politisch schloss er sich der Demokratischen Partei an. 1980 strebte er erfolglos die Nominierung seiner Partei für die Kongresswahlen an. Zwischen 1983 und 1991 war er Abgeordneter im Repräsentantenhaus von Pennsylvania.
Bei den Kongresswahlen des Jahres 1992 wurde McHale im 15. Wahlbezirk von Pennsylvania in das US-Repräsentantenhaus in Washington, D.C. gewählt, wo er am 3. Januar 1993 die Nachfolge des Republikaners Donald L. Ritter antrat. Nach zwei Wiederwahlen konnte er bis zum 3. Januar 1999 drei Legislaturperioden im Kongress absolvieren. Dabei fiel er auf, als er – obwohl Mitglied der Demokraten – im Jahr 1998 Präsident Bill Clinton im Rahmen der Lewinsky-Affäre zum Rücktritt aufforderte. Er war auch einer von nur fünf Demokraten im US-Repräsentantenhaus, die das Amtsenthebungsverfahren gegen den Präsidenten unterstützten.
Im Jahr 1998 verzichtete Paul McHale auf eine weitere Kandidatur. Zwischen 2003 und 2009 war er Staatssekretär im Verteidigungsministerium für Heimatschutz (Assistant Secretary of Defense for Homeland Defense) unter dem republikanischen Präsidenten George W. Bush.